# Petroica goodenovii
La petroica fronterossa (Petroica goodenovii (Vigors e Horsfield, 1827)) è un uccello della famiglia dei Petroicidi originario dell'Australia centrale.

## Tassonomia
La petroica fronterossa è stata descritta da Nicholas Aylward Vigors e Thomas Horsfield nel 1827, a partire da un esemplare catturato nella parte settentrionale del golfo di Spencer, nell'Australia Meridionale. Inizialmente venne battezzata Muscicapa goodenovii e classificata nella famiglia dei pigliamosche del Vecchio Mondo, i Muscicapidi. L'epiteto specifico goodenovii commemora il reverendo Samuel Goodenough (1743–1827), vescovo di Carlisle e primo tesoriere della Linnean Society.
In seguito la petroica fronterossa è stata trasferita nel genere Petroica; tale nome generico deriva dal greco antico petros («roccia») e oikos («casa»), e si riferisce all'abitudine di questo uccello di appollaiarsi sulle rocce. Questa è una delle cinque specie dal petto di colore rosso o rosa note col nome comune di Red Robins («pettirossi rossi») per distinguerle dagli Yellow Robins («pettirossi gialli») del genere Eopsaltria. Sebbene non sia strettamente imparentata né con il pettirosso americano né con il pettirosso europeo, deve il nome inglese di Red-capped Robin («pettirosso caporosso») alla sua somiglianza con quest'ultimo. Per un certo tempo i pettirossi australasiatici sono stati classificati anche nella famiglia degli zufolatori, i Pachicefalidi, prima di essere posti nell'apposita famiglia dei Petroicidi, o Eopsaltridi. Gli studi sull'ibridazione del DNA condotti da Charles Sibley e Jon Ahlquist spinsero gli studiosi a classificare questo gruppo nel parvordine dei Corvida, che comprende molti Passeriformi tropicali e australiani, tra i quali i Pardalotidi, i Maluridi e i Melifagidi, oltre, ovviamente, ai Corvidi. Tuttavia, grazie a ricerche molecolari più recenti, è stato scoperto che i Petroicidi appartengono invece a uno dei rami più antichi dell'altro parvordine degli Oscini, i Passerida (o uccelli canori «avanzati»).
Non ne vengono riconosciute sottospecie, e l'unica variazione geografica registrata è una certa tendenza delle femmine presenti nelle regioni più aride ad avere un piumaggio più chiaro. Le analisi del DNA nucleare e mitocondriale delle specie australiane del genere Petroica hanno scoperto una stretta parentela tra la petroica fronterossa e la petroica scarlatta.
Sebbene sia nota scientificamente come Red-capped Robin («pettirosso caporosso»), la specie è nota nei luoghi d'origine anche come Redhead («testarossa»), Redcap («caporosso»), Robin Red-breast («pettirosso pettorosso») o Red-throated Robin («pettirosso golarossa»). Presso gli aborigeni del Kimberley è nota come Kuburi.

## Descrizione

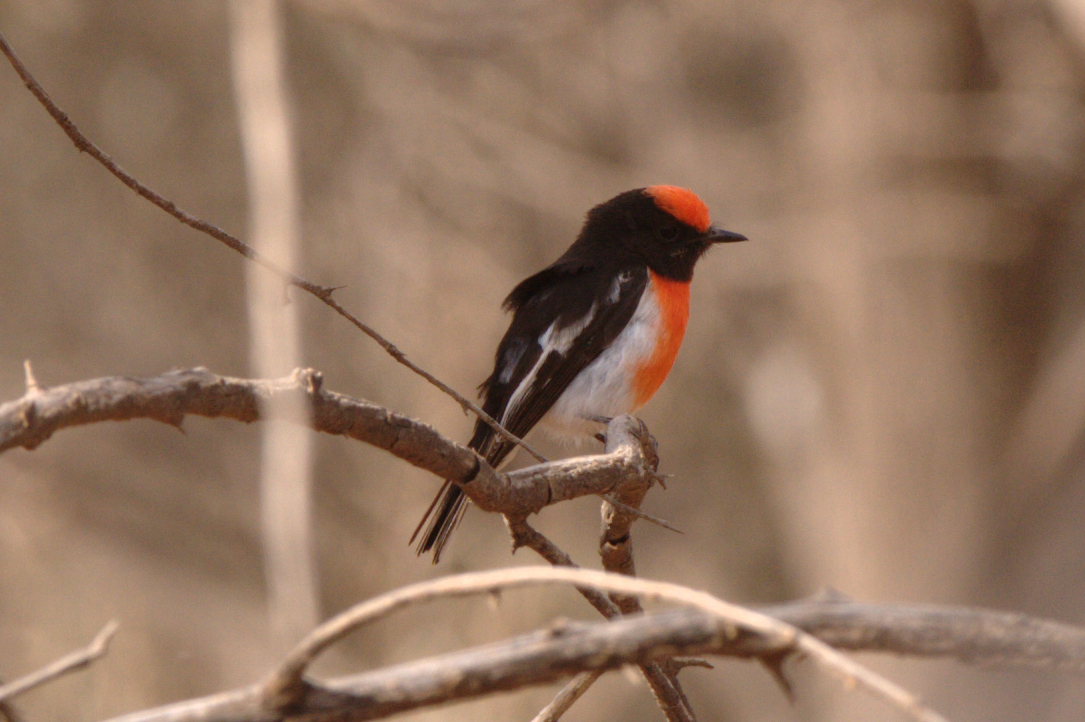
Un maschio adulto; da notare i disegni bianchi sulle spalle.

La petroica fronterossa è la specie più piccola del genere Petroica: misura 10,5-12,5 cm di lunghezza, ha un'apertura alare di 15-19,5 cm e pesa circa 7-9 g. Maschi e femmine hanno dimensioni simili. Ha zampe più lunghe degli altri rappresentanti del suo genere. Il maschio si caratterizza per le macchie scarlatte sulla sommità del capo e sul petto. Le regioni superiori sono di colore nero lucente, con barre alari bianche, e la coda è nera, con l'estremità bianca. Le regioni inferiori e le spalle sono bianche. Tutti i colori sono ben delineati tra loro. La femmina ha una colorazione uniforme grigio-bruna sulle regioni superiori, con la sommità del capo rossastra, e le regioni inferiori più chiare, con ali marroni e macchie di un camoscio più chiaro su di esse. Alcune femmine hanno il petto di colore rossastro. Entrambi i sessi hanno un piccolo becco nero e occhi e zampe di colore marrone scuro. Inizialmente gli esemplari immaturi somigliano alla femmina; è solo dopo la seconda muta, verso il compimento del primo anno di età o poco dopo, che i maschi si rivestono del caratteristico piumaggio degli adulti. La petroica fronterossa effettua la muta una volta all'anno, dopo la stagione della nidificazione, che va da dicembre ad aprile.

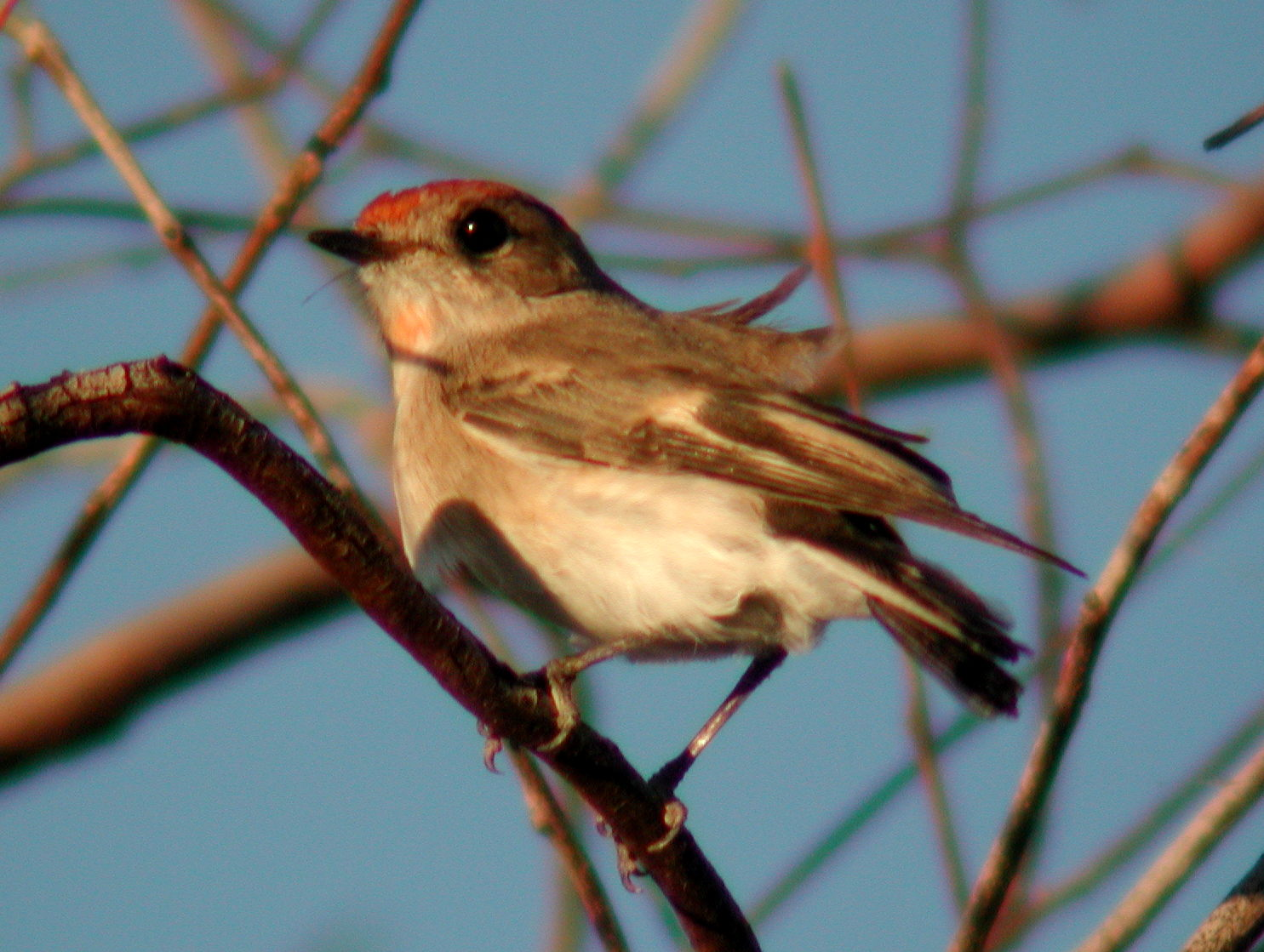
Femmina (o esemplare immaturo) nel Queensland sud-occidentale.

La colorazione rossa del piumaggio della petroica fronterossa si deve a due pigmenti cheto-carotenoidi, la cantaxantina e l'adonirubina. Questo uccello non è in grado di sintetizzare da sé questi composti, quindi è necessario che li assuma attraverso il cibo. I carotenoidi sono difficili da metabolizzare e vengono impiegati prevalentemente nelle funzioni immunitarie, quindi solo agli uccelli in buone condizioni di salute ne rimangono abbastanza da poter utilizzare nella colorazione del piumaggio. Ciò fa delle piume rosse un ottimo indicatore di salute per le potenziali partner. Nel corso di uno studio sul campo effettuato nel 2001 nel Parco Nazionale di Terrick, nel Victoria, è stato visto che i maschi con maggior successo riproduttivo e in buona salute, dopo la muta dell'anno successivo, sviluppano un piumaggio ancora più brillante. Tuttavia, è più probabile che il successo riproduttivo nella nuova stagione sia da imputare all'età del maschio e alle condizioni ambientali. I maschi possono riprodursi a partire dal primo anno di età, quando non hanno ancora sviluppato il piumaggio da adulti, ma a questa età il loro successo riproduttivo è minore. Il record di longevità spetta a un esemplare inanellato a Beverley (Australia Occidentale) nel 1990, che raggiunse i 5 anni e 7 mesi.
È stata registrata una certa gamma di richiami, descritti come «scampanellii» e «chiacchiericci». Questi sono simili in tutti gli esemplari del continente australiano, ma distinti da quelli presenti sull'isola di Rottnest; su quest'ultima, infatti, gli uccelli emettono solo raramente canti in successione.
Questa specie può essere confusa con due suoi stretti parenti, la petroica di fiamma (P. phoenicea) e la petroica scarlatta (P. boodang), ma si distingue da essi per le minori dimensioni e, nel caso dei maschi, per la sommità del capo rossa (bianca nelle altre due specie); inoltre, i maschi della petroica di fiamma hanno le regioni superiori di colore grigio scuro, non nero. Le femmine e gli esemplari immaturi sono più difficili da distinguere, ma si possono riconoscere per la colorazione rossastra della sommità del capo e per le regioni inferiori di un bianco più nitido.

## Distribuzione e habitat
La petroica fronterossa è diffusa in tutta l'Australia, tranne che in Tasmania, nella penisola di Capo York, nel Top End e in gran parte del Kimberley (dove viene avvistata ogni tanto nelle zone più meridionali). Al di fuori del continente, sue popolazioni sono presenti sull'isola di Rottnest, così come su quelle di Greenly e Pearson, al largo della penisola di Eyre, ma non sull'isola dei Canguri. Sebbene ampiamente diffusa, in molte aree è piuttosto rara, come a est della Grande Catena Divisoria, nelle regioni costiere meridionali del continente e nelle regioni settentrionali dell'areale - solo raramente si spinge oltre il 20° S. I suoi spostamenti sono in genere poco conosciuti, in particolare quelli al di fuori della stagione della nidificazione. In gran parte delle regioni meridionali dell'areale la petroica fronterossa è sedentaria, sebbene nella pianura di Nullarbor e nella regione di Adelaide, nell'Australia Meridionale, e nel Victoria centrale sia una visitatrice primaverile ed estiva. È una visitatrice invernale, invece, nelle zone settentrionali dell'areale.
La petroica fronterossa predilige ambienti più aridi dei suoi parenti, e nelle zone dove coabita con la petroica scarlatta vive nelle aree più asciutte, mentre quest'ultima occupa le foreste più umide. Gli habitat prediletti della petroica fronterossa sono le aree arbustive o boschive miste di Acacia e Callitris, dominate da specie come A. aneura, A. georginae, A. acuminata, Callitris endlicheri, C. columellaris e C. preissii, con sottobosco di Cassia, Dodonaea, Eremophila e Triodia.

## Biologia
La petroica fronterossa si incontra generalmente da sola o in coppie, sebbene in autunno e inverno si possano vedere anche gruppi costituiti perfino da otto esemplari - una coppia riproduttrice con i piccoli. La specie può unirsi anche a stormi misti composti da altri piccoli Passeriformi insettivori, come la coda a ventaglio ballerina (Rhipidura leucophrys), l'uccello facciabianca del sud (Aphelocephala leucopsis), lo zufolatore ventrerossiccio (Pachycephala rufiventris) e l'averla-rondine faccianera (Artamus cinereus) nel Queensland, e il becco a spina codacastana (Acanthiza uropygialis), il becco a spina dal groppone nocciola (A. reguloides) o il becco a spina dell'interno (A. apicalis) nell'Australia Occidentale.
La petroica fronterossa generalmente sta appollaiata su rami prominenti a poca distanza dal suolo, spesso sbattendo le ali e la coda. È molto attiva e non riesce a rimanere ferma a lungo nello stesso posto. È stato riportato che la femmina sia facilmente addomesticabile, mentre il maschio è più guardingo nei confronti dell'uomo.
Durante la stagione riproduttiva la petroica fronterossa ha un comportamento territoriale: ciascuna coppia occupa un'area di 0,25-1,2 ha, nella quale vive e va in cerca di cibo, prima di disperdersi in autunno. Il maschio proclama il proprio dominio sul territorio cantando rumorosamente da un posatoio posto ai suoi confini, e rimproverando a suon di duri cinguettii gli altri maschi che vi effettuano un'incursione. Sono stati visti due maschi posti l'uno di fronte all'altro, a 30–100 cm di distanza, sbattere le ali e assumere posture aggressive mentre una femmina, a poca distanza, stava covando le uova. Entrambi i sessi reagiscono alla registrazione del canto dei propri conspecifici. Il maschio difende il territorio anche dalle incursioni dei maschi di petroica scarlatta, e al contrario evita di spingersi in cerca di cibo nei territori di questi ultimi. La maggior parte dei giovani esemplari di petroica fronterossa non riesce a vivere nei territori occupati da uccelli adulti e deve di conseguenza spostarsi in territori liberi; lo spostamento di questo genere più lungo mai registrato è stato quello di un esemplare che dal Parco Nazionale di Terrick ha raggiunto la Foresta Statale di Gunbower, nel Victoria settentrionale, distante 36 km, attraversando zone di terreno agricolo.

### Alimentazione
La dieta della petroica fronterossa è costituita da insetti e altri piccoli Artropodi. Il 96% delle feci analizzate nel corso di uno studio effettuato nei pressi di Kambalda, nell'Australia Occidentale, conteneva resti di Coleotteri, mentre il rimanente era costituito da formiche. Tra le altre prede registrate ricordiamo ragni e insetti, come cavallette, compresa la locusta australiana (Chortoicetes terminifera), adulti e larve di farfalle e falene, tra le quali falene Geometridi, libellule e damigelle, mantidi, formicaleoni, Emitteri, come quelli appartenenti alla famiglia dei Ligeidi e le cimici, vari tipi di Coleotteri, forbicine, e Ditteri, come mosconi e tafani.
La petroica fronterossa cattura la maggior parte delle prede al suolo, sebbene talvolta le catturi anche in volo. Meno di frequente, spigola (cioè becchetta le prede tra le foglie) tra la vegetazione di basso fusto, quasi sempre a meno di 3 m dal suolo. Le prede vengono divorate quasi sempre sul terreno, ma a volte gli insetti volanti vengono inghiottiti in volo. Talvolta un ramo basso può essere utilizzato come punto di osservazione per la caccia.

### Riproduzione
La stagione della nidificazione dura cinque mesi, da agosto a gennaio, e ciascuna coppia può allevare fino a tre covate. Il maschio propone alla femmina un sito ottimale per la costruzione del nido strofinandosi alla biforcazione di un ramo mentre cinguetta in continuazione. Può indicare vari siti prima che la femmina prenda la sua decisione; a questo punto essa costruisce il nido da sola. Il nido è costituito da una profonda struttura a coppa fatta di morbidi fili d'erba secca e corteccia, foderata e tenuta insieme da tela di ragno, piume e peli, e posta generalmente alla biforcazione di un ramo o tra i rami di vischio. Può essere decorato con licheni, sì da camuffarsi alla perfezione con l'ambiente circostante. La covata è composta da due o tre uova di colore bianco sporco, deposte a giorni consecutivi. Esse, di 16×13 mm, hanno una tinta bluastra, grigiastra o marroncina e sono picchiettate da macchioline scure grigio-brune. La placca incubatrice si sviluppa solo nella femmina, l'unica a occuparsi della cova, sebbene i piccoli vengano nutriti da ambo i genitori. Quando la femmina va in cerca di cibo, il maschio monta la guardia al nido appollaiato su un ramo vicino, ma se un predatore è nelle vicinanze entrambi i genitori fuggono via rapidamente. Accoppiamenti e fecondazioni extraconiugali sono abbastanza comuni, tanto che il 23% dei piccoli e il 37% delle covate hanno un padre diverso da quello da cui vengono allevati; alcune prove sembrerebbero indicare che dagli accoppiamenti extraconiugali nasca una percentuale maggiore di maschi.
I nidiacei sono inetti, come quelli di tutti i Passeriformi; nascono ciechi e ricoperti unicamente da un sottile strato di piumino. A partire dal settimo giorno iniziano a sbattere le ali e a lisciarsi le piume, e a due settimane sono già in grado di volare. I genitori nutrono i piccoli per almeno tre settimane dopo che questi hanno lasciato il nido, e sono stati visti imbeccare i pulcini con ragni e insetti come mosche e falene. Quando la femmina inizia a riassettare il nido per la covata successiva è il maschio a occuparsi dell'alimentazione dei piccoli. Durante uno studio sul campo nei pressi di Cooma, nel Nuovo Galles del Sud meridionale, i giovani sono stati visti allontanarsi dal territorio natio all'età di quattro-sei settimane nel caso i genitori avessero allevato una sola nidiata, e addirittura all'età di una settimana circa nel caso i genitori avessero allevato due nidiate a stagione. La lunga stagione riproduttiva e le nidiate multiple sono una conseguenza del clima mite e degli elevati livelli di predazione. Ciononostante, in media solo due piccoli per coppia raggiungono un anno di età.
I nidi di petroica fronterossa vengono parassitati da cuculi di macchia (Cacomantis variolosus), cuculi pallidi (C. pallidus), cuculi bronzati di Horsfield (Chrysococcyx basalis) e cuculi orecchie nere (C. osculans); le femmine di cuculo depongono le proprie uova nei nidi delle petroiche, che in seguito verranno accuditi da queste ultime come se fossero loro. Nel corso di uno studio nel Parco Nazionale di Terrick Terrick le petroiche fronterossa si sono dimostrate particolarmente aggressive nei confronti dei cuculi bronzati di Horsfield, e nessun nido è risultato parassitato.

## Conservazione
In genere la specie si è adattata male ai cambiamenti apportati dall'uomo all'ambiente in cui vive. Un tempo era comune nella pianura di Cumberland, alla periferia occidentale di Sydney, ma oggi è quasi scomparsa del tutto dall'intero bacino di Sydney. È scomparsa anche dalla zona di Rockhampton, nel Queensland, e il suo numero è in diminuzione sull'isola di Rottnest e nella regione di Wheatbelt, nell'Australia Occidentale. Gli studi effettuati nelle piccole chiazze di vegetazione rimasta in queste ultime zone indicano un tasso di sopravvivenza ridotto rispetto ad altre aree.
Tra i predatori della petroica fronterossa vi sono gatti inselvatichiti e alcune specie di uccelli, come il corvo australiano (Corvus coronoides), il tordo-averla grigio (Colluricincla harmonica), l'uccello beccaio dal collare (Cracticus torquatus) e il garrulo dai sopraccigli bianchi (Pomatostomus superciliosus), che razziano i nidi e catturano i giovani. In un caso documentato è stato visto un mangiamiele capobruno (Melithreptus brevirostris) mangiare un uovo di questo animale. La predazione è la causa più comune del basso tasso di successo riproduttivo.